# Битва при Пиманионе (1204)
Битва при Пиманионе — сражение состоявшееся 6 декабря 1204 года между византийско-никейскими войсками Фёдора Ласкаря и крестоносцами, которые стремились подчинить своей власти все земли Византийской империи. Первое падение Константинополя 13 апреля 1204 года воодушевило крестоносцев, но они понимали, что это было только начало, так как теперь им предстояло бороться с греческой знатью на местах, огнём и мечом завоёвывая каждую греческую деревню. Пользуясь первым шоковым эффектом, крестоносцы-латиняне довольно быстро заняли Фессалию, Фракию и Морею, однако в Эпире и Малой Азии их встретило греческое национальное ополчение, пока ещё слабое и не вполне уверенное в своих силах.

## Ход битвы
Пьер де Браше возглавил наступление латинян из Пиги на Лопадий. Сначала крестоносцы захватили близлежащий Кизик и замок Палорм, расположенный на берегу Мраморного моря, где ещё до падения Константинополя проживало значительное количество итальянских купцов, поддержавших рыцарей провиантом. Укрепив свою власть на полуострове Никомедия, Пьер де Брашэ и его соратник Пэйан Орлеанский двинулись дальше вглубь никейской территории. В канун православного Рождества, 6 декабря 1204 года, в день св. Николая, войска обеих сторон (греческой и западной) встретились у небольшой крепости Пиманион недалеко от озера Афнитис (соврем. озеро Куш).
Западное войско, по данным летописей, насчитывало «140 рыцарей, не считая конных оруженосцев», около 420 всадников; пехота при этом нигде не упоминается. О греческом войске данных нет. Поначалу, благодаря численному превосходству и хорошему знанию местности, ход сражения определяли греки во главе с молодым Феодором Ласкарисом. Но крестоносцы оказались более напористы, и греки вскоре обратились в бегство. В результате Лопадий, по данным хроник, «встречал победителей с крестными знамениями и святым Евангелием».

## Последствия
Несмотря на временный триумф у Пиманионе, грекам удалось остановить победный марш западных пилигримов уже у Пруссы, расположенной на стратегически важной возвышенности. После некоторой передышки 19 марта следующего года состоялась битва при Адрамитии (1205), в которой они вновь сокрушили греков, хотя Никейская империя по-прежнему продолжала своё существование. Далее поражения греков следовали одно за другим до 1214 года, когда был наконец заключён Первый Нимфейский договор (1214). Примечательный реванш над западными рыцарями греки, наконец, взяли в 1224 году, когда, всё у того же Пиманиона, состоялась вторая Пиманионская битва, в ходе которой греки наголову разбили рыцарей и лишили их всех владений в Малой Азии, за исключением полуострова Никомедия.